# Albina Gennadjewna Majorowa

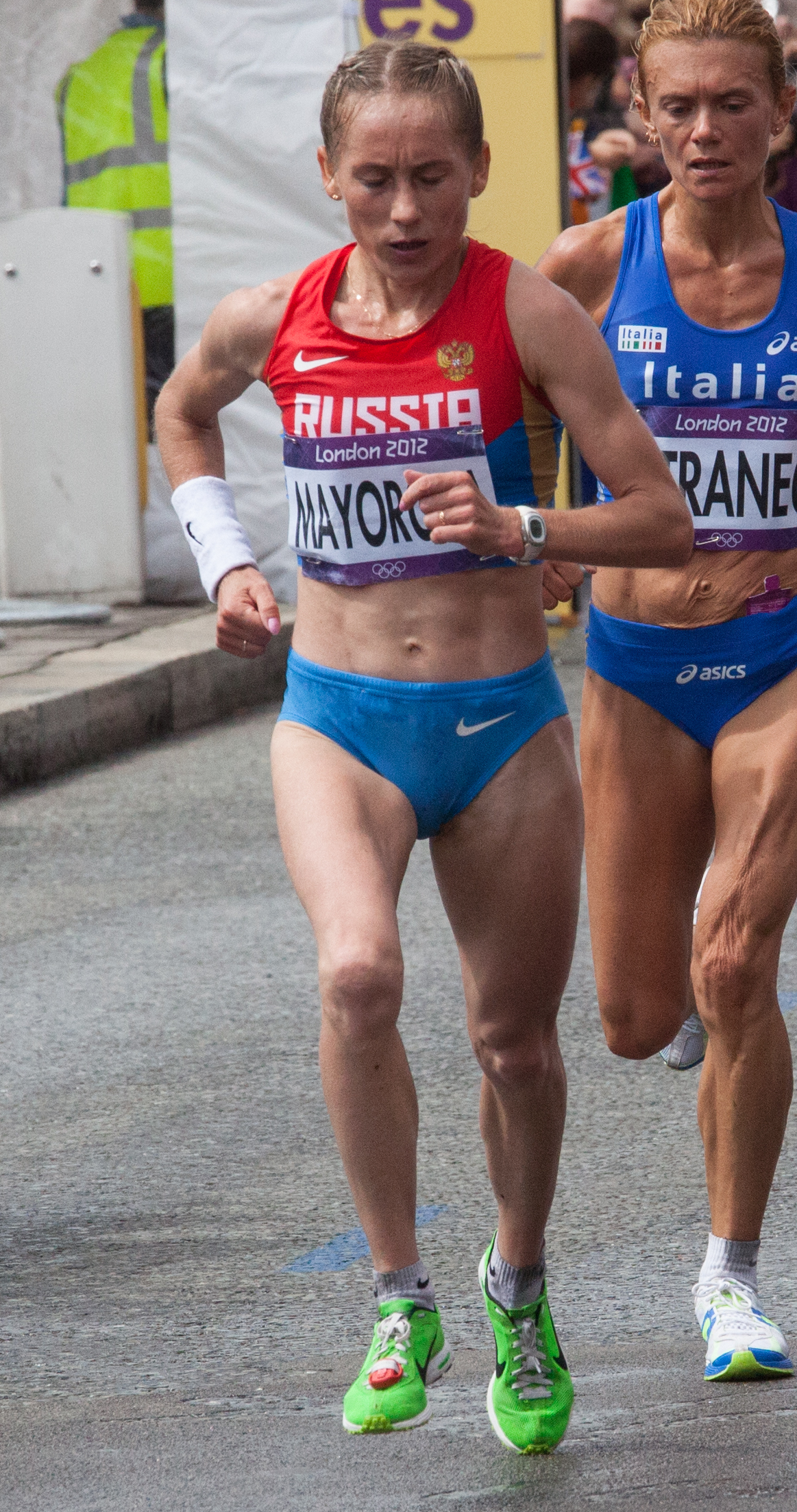
Albina Majorowa beim Olympiamarathon 2012

Albina Gennadjewna Majorowa (russisch Альбина Геннадьевна Майорова, engl. Transkription Albina Mayorova, geb. Иванова, Iwanowa – Ivanova; * 16. Mai 1977 in Erenary, Tschuwaschische ASSR) ist eine russische Marathonläuferin.
2001 wurde sie Dritte beim Moskau-Marathon und Zweite beim Siberian International Marathon. 2002 gewann sie den Dubai-Marathon und den Siberian International Marathon, wurde jeweils Zweite beim Columbus-Marathon und beim Honolulu-Marathon sowie Siebte beim Turin-Marathon. 2003 wurde sie Sechste beim Boston-Marathon, siegte beim 500 Festival Mini-Marathon, wurde Vierte beim Chicago-Marathon und Dritte in Honolulu. 2004 qualifizierte sie als Vierte beim London-Marathon für die Olympischen Spiele in Athen, bei denen sie auf den 40. Platz kam. Im weiteren Verlauf der Saison wurde sie Fünfte in Chicago und Dritte in Honolulu; außerdem siegte sie beim Bay to Breakers.
2005 siegte sie beim Nagano-Marathon, gewann zum dritten Mal in Folge den 500 Festival Mini-Marathon, wurde Elfte in Chicago und Siebte beim Las-Vegas-Marathon. Im darauffolgenden Jahr verteidigte sie ihren Titel in Nagano, kam auf Platz 23 beim Marathon der Leichtathletik-Europameisterschaften 2006 in Göteborg und wurde Fünfte in Honolulu.
Nach Heirat und Babypause startete sie 2009 ein Comeback. Einem siebten Platz beim Rom-Marathon und einem vierten beim Rock ’n’ Roll Marathon folgte am Ende des Jahres ein Sieg beim Singapur-Marathon. 2010 wurde sie Zehnte beim Boston-Marathon, russische Vizemeisterin im Halbmarathon und Siebte beim Toronto Waterfront Marathon, 2011 Sechste beim Rock ’n’ Roll Marathon und Fünfte beim Istanbul-Marathon.
2012 setzte sie sich beim Nagoya-Marathon gegen ein hochkarätig besetztes Feld aus einheimischen Läuferinnen durch.

## Persönliche Bestzeiten
- 10.000 m: 32:44,03 min, 3. August 2003, Tula
- 10-km-Straßenlauf: 32:32 min, 22. Mai 2005, Cleveland
- Halbmarathon: 1:10:57 h, 4. September 2010, Tscheboksary
- Marathon: 2:23:52 h, 11. März 2012, Nagoya